# Бурятська міфологія
Бурятська міфологія - міфологічні уявлення бурятів Прибайкалля. 
Уявлення різних племінних груп бурятів мають багато спільних рис, таких як однакові персонажі і сюжети. Особливо добре вивчена міфологія булагатів, ехірітів і хорінців. 
Бурятська міфологія пройшла етапи дошаманської і шаманської релігії, в XVII-XIX століттях зазнала незначного впливу буддизму. Шаманські міфи особливо добре збереглися у бурятів Прибайкалля, які по суті продовжували дотримуватися шаманства і після прийняття православ'я в 1700-1800-х роках. 
Найціннішу інформацію про ранню міфологію бурятів дають улігери - епічні героїчні сказання. Найбільше значення для дослідників мав улігер «Абай Гесер». 

## Загальний світогляд

### Дошаманський період
Під час раннього періоду бурятської міфології були дуалістичні уявлення про світ. Також в ранній період з'явився поділ простору на три світи - верхній, середній і нижній, і три часи - минуле, сьогодення і майбутнє. Ці уявлення були твердо пов'язані з образом світового дерева. 
Відомо, що в бурятської міфології було кілька варіантів космогонічних міфів, які розповідають про створення всесвіту. У деяких творцем землі фігурує богиня Ехе Бурхан, яка також є матір'ю перших небесних божеств. Її дві дочки: добра Манзан Гурме і зла Маяс Хара, створили все добро і зло на землі, зокрема й самих богів. 

### Шаманський період
З розвитком шаманства дуалістична структура у бурятів залишилася, але тепер небесний пантеон був розбитий на чіткі числові групи. Вищий пантеон став налічувати 99 небесних божеств - Тенгрі . З них 55 були «західними» - тобто добрими і 44 «східними» - тобто злісними. 
Згідно з міфами, розкол божеств стався, коли помер їхній загальний повелитель Асарангі-тенгрі, який користувався загальною повагою. Після його смерті за владу стали сперечатися двоє богів: Хормуста (Хан Хурмас), який очолив західних Тенгрі і таким чином змістив Манзан Гурме, і Ата Улан, який очолив східних тенгрі і змістив Маяс Хару. Згідно з міфами балаганських бурятів, всі хвороби і зло на світі відбулися через те, що Хан Хурмас і Ата Улан одночасно засватали своїх синів до Наран - дочки Саган Себдега, що жив на небі між східними і західними тенгрі. У поєдинку між Ханом Хурмасом і Ата Уланом переміг Хурмас, розірвав Ата Улана на частини і кинув їх на землю. Там всі частини тіла Ата Улана перетворилися на різних злісних духів, які створили зло і хвороби  . 

## Боги
На початку дошаманського періоду бурятської міфології боги мали, переважно, вигляд тих стихій або істот, яких вони уособлювали. Однак уже тоді стали з'являтися боги, що мали людський (антропоморфний) вигляд: громовержець Хухедей-мерген, господар води Уха Лосон, мати всіх добрих тенгрі бабуся Манзан Гурме, господарі лісу Ор'єл і Сор'єл і деякі інші. 
Добрих богів у бурятській міфології було багато. З числа найпопулярніших відомі бабуся Манзан Гурме та її дев'ять синів і дев'ять дочок, а також Есеге Малан - божество ясного неба, Гужір Саган. До них відносилися Наран (сонце), Хара, що уособлювала місяць, та інші. 
Пантеон злих богів очолювала Маяс Хара, її тринадцять синів і дочок, Архан шутир, що ковтав сонце і Алхан, що ковтав місяць - саме їх буряти вважали відповідальними за сонячні й місячні затемнення. Також було безліч безіменних багатоголових чудовиськ, яких всіх разом іменували мангисами (варіант - мангадхаї). 